# Lista de edições do Miss Brasil
Este artigo contém todas as informações básicas de cada edição do Miss Brasil, válido para o Miss Universo.

## Lista
| Ano  | Edição                                      | Data                                        | Local                                               | Estados                                     | Ref.                                        |
| ---- | ------------------------------------------- | ------------------------------------------- | --------------------------------------------------- | ------------------------------------------- | ------------------------------------------- |
| 1954 | 1ª                                          | 26 de junho de 1954                         | Hotel Quitandinha, Petrópolis, RJ                   | 6                                           | [ 1 ]                                       |
| 1955 | 2ª                                          | 25 de junho de 1955                         | Hotel Quitandinha, Petrópolis, RJ                   | 19                                          | [ 1 ]                                       |
| 1956 | 3ª                                          | 16 de junho de 1956                         | Hotel Quitandinha, Petrópolis, RJ                   | 22                                          | [ 1 ]                                       |
| 1957 | 4ª                                          | 22 de junho de 1957                         | Hotel Quitandinha, Petrópolis, RJ                   | 20                                          | [ 1 ]                                       |
| 1958 | 5ª                                          | 19 de junho de 1958                         | Maracanãzinho, Rio de Janeiro, RJ                   | 23                                          | [ 2 ]                                       |
| 1959 | 6ª                                          | 18 de junho de 1959                         | Maracanãzinho, Rio de Janeiro, RJ                   | 25                                          | [ 2 ]                                       |
| 1960 | 7ª                                          | 11 de junho de 1960                         | Maracanãzinho, Rio de Janeiro, RJ                   | 23                                          | [ 2 ]                                       |
| 1961 | 8ª                                          | 17 de junho de 1961                         | Maracanãzinho, Rio de Janeiro, RJ                   | 22                                          | [ 2 ]                                       |
| 1962 | 9ª                                          | 16 de junho de 1962                         | Maracanãzinho, Rio de Janeiro, RJ                   | 23                                          | [ 2 ]                                       |
| 1963 | 10ª                                         | 22 de junho de 1963                         | Maracanãzinho, Rio de Janeiro, RJ                   | 24                                          | [ 2 ]                                       |
| 1964 | 11ª                                         | 4 de julho de 1964                          | Maracanãzinho, Rio de Janeiro, RJ                   | 24                                          | [ 2 ]                                       |
| 1965 | 12ª                                         | 3 de julho de 1965                          | Maracanãzinho, Rio de Janeiro, RJ                   | 25                                          | [ 2 ]                                       |
| 1966 | 13ª                                         | 25 de junho de 1966                         | Maracanãzinho, Rio de Janeiro, RJ                   | 25                                          | [ 2 ]                                       |
| 1967 | 14ª                                         | 1 de junho de 1967                          | Maracanãzinho, Rio de Janeiro, RJ                   | 25                                          | [ 2 ]                                       |
| 1968 | 15ª                                         | 29 de junho de 1968                         | Maracanãzinho, Rio de Janeiro, RJ                   | 25                                          | [ 2 ]                                       |
| 1969 | 16ª                                         | 28 de junho de 1969                         | Maracanãzinho, Rio de Janeiro, RJ                   | 25                                          | [ 2 ]                                       |
| 1970 | 17ª                                         | 19 de junho de 1970                         | Pavilhão de São Cristóvão, Rio de Janeiro, RJ       | 24                                          | [ 3 ]                                       |
| 1971 | 18ª                                         | 3 de julho de 1971                          | Maracanãzinho, Rio de Janeiro, RJ                   | 26                                          | [ 4 ]                                       |
| 1972 | 19ª                                         | 23 de junho de 1972                         | Maracanãzinho, Rio de Janeiro, RJ                   | 26                                          | [ 5 ]                                       |
| 1973 | 20ª                                         | 22 de junho de 1973                         | Ginásio de Esportes Presidente Médici, Brasília, DF | 26                                          | [ 6 ]                                       |
| 1974 | 21ª                                         | 21 de junho de 1974                         | Ginásio de Esportes Presidente Médici, Brasília, DF | 27                                          | [ 6 ]                                       |
| 1975 | 22ª                                         | 20 de junho de 1975                         | Ginásio de Esportes Presidente Médici, Brasília, DF | 25                                          | [ 6 ]                                       |
| 1976 | 23ª                                         | 19 de junho de 1976                         | Ginásio de Esportes Presidente Médici, Brasília, DF | 24                                          | [ 6 ]                                       |
| 1977 | 24ª                                         | 18 de junho de 1977                         | Ginásio de Esportes Presidente Médici, Brasília, DF | 24                                          | [ 6 ]                                       |
| 1978 | 25ª                                         | 8 de julho de 1978                          | Ginásio de Esportes Presidente Médici, Brasília, DF | 24                                          | [ 6 ]                                       |
| 1979 | 26ª                                         | 16 de junho de 1979                         | Ginásio de Esportes Presidente Médici, Brasília, DF | 25                                          | [ 6 ]                                       |
| 1980 | 27ª                                         | 7 de junho de 1980                          | Ginásio de Esportes Presidente Médici, Brasília, DF | 26                                          | [ 6 ]                                       |
| 1981 | 28ª                                         | 18 de junho de 1981                         | Palácio das Convenções do Anhembi, São Paulo, SP    | 27                                          | [ 7 ]                                       |
| 1982 | 29ª                                         | 26 de junho de 1982                         | Palácio das Convenções do Anhembi, São Paulo, SP    | 27                                          | [ 7 ]                                       |
| 1983 | 30ª                                         | 11 de junho de 1983                         | Palácio das Convenções do Anhembi, São Paulo, SP    | 27                                          | [ 7 ]                                       |
| 1984 | 31ª                                         | 2 de junho de 1984                          | Palácio das Convenções do Anhembi, São Paulo, SP    | 27                                          | [ 7 ]                                       |
| 1985 | 32ª                                         | 8 de junho de 1985                          | Palácio das Convenções do Anhembi, São Paulo, SP    | 27                                          | [ 7 ]                                       |
| 1986 | 33ª                                         | 17 de maio de 1986                          | Palácio das Convenções do Anhembi, São Paulo, SP    | 27                                          | [ 7 ]                                       |
| 1987 | 34ª                                         | 4 de abril de 1987                          | Palácio das Convenções do Anhembi, São Paulo, SP    | 27                                          | [ 7 ]                                       |
| 1988 | 35ª                                         | 9 de abril de 1988                          | Teatro Silvio Santos, São Paulo, SP                 | 27                                          | [ 7 ]                                       |
| 1989 | 36ª                                         | 1 de abril de 1989                          | Teatro Silvio Santos, São Paulo, SP                 | 27                                          | [ 7 ]                                       |
| 1990 | Não houve eleição de Miss Brasil neste ano. | Não houve eleição de Miss Brasil neste ano. | Não houve eleição de Miss Brasil neste ano.         | Não houve eleição de Miss Brasil neste ano. | Não houve eleição de Miss Brasil neste ano. |
| 1991 | 37ª                                         | 27 de abril de 1991                         | The Gallery, São Paulo, SP                          | 9                                           | [ 8 ]                                       |
| 1992 | 38ª                                         | 25 de março de 1992                         | Olympia, São Paulo, SP                              | 27                                          | [ 9 ]                                       |
| 1993 | 39ª                                         | 12 de janeiro de 1993                       | Restaurante Leopolldo, São Paulo, SP                | 20                                          | [ 10 ]                                      |
| 1994 | 40ª                                         | 11 de abril de 1994                         | Ribalta, Rio de Janeiro, RJ                         | 27                                          | [ 11 ]                                      |
| 1995 | 41ª                                         | 2 de abril de 1995                          | Scala Rio, Rio de Janeiro, RJ                       | 27                                          | [ 12 ]                                      |
| 1996 | 42ª                                         | 23 de abril de 1996                         | Metropolitan, Rio de Janeiro, RJ                    | 27                                          | [ 13 ]                                      |
| 1997 | 43ª                                         | 19 de abril de 1997                         | Rio Poty Hotel, Teresina, PI                        | 27                                          | [ 14 ]                                      |
| 1998 | 44ª                                         | 17 de abril de 1998                         | Tom Brasil, São Paulo, SP                           | 27                                          | [ 15 ]                                      |
| 1999 | 45ª                                         | 8 de abril de 1999                          | Scala Rio, Rio de Janeiro, RJ                       | 27                                          | [ 16 ]                                      |
| 2000 | 46ª                                         | 6 de abril de 2000                          | Scala Rio, Rio de Janeiro, RJ                       | 27                                          | [ 17 ]                                      |
| 2001 | 47ª                                         | 26 de março de 2001                         | Hotel Glória, Rio de Janeiro, RJ                    | 27                                          | [ 18 ]                                      |
| 2002 | 48ª                                         | 13 de abril de 2002                         | Ribalta, Rio de Janeiro, RJ                         | 27                                          | [ 19 ]                                      |
| 2003 | 49ª                                         | 26 de abril de 2003                         | Via Funchal, São Paulo, SP                          | 27                                          | [ 20 ]                                      |
| 2004 | 50ª                                         | 15 de abril de 2004                         | Credicard Hall, São Paulo, SP                       | 27                                          | [ 21 ]                                      |
| 2005 | 51ª                                         | 14 de abril de 2005                         | Copacabana Palace, Rio de Janeiro, RJ               | 27                                          | [ 22 ]                                      |
| 2006 | 52ª                                         | 8 de abril de 2006                          | Claro Hall, Rio de Janeiro, RJ                      | 27                                          | [ 23 ]                                      |
| 2007 | 53ª                                         | 14 de abril de 2007                         | Vivo Rio, Rio de Janeiro, RJ                        | 27                                          | [ 24 ]                                      |
| 2008 | 54ª                                         | 13 de abril de 2008                         | Citibank Hall, São Paulo, SP                        | 27                                          | [ 25 ]                                      |
| 2009 | 55ª                                         | 9 de maio de 2009                           | Memorial da América Latina, São Paulo, SP           | 27                                          | [ 26 ]                                      |
| 2010 | 56ª                                         | 8 de maio de 2010                           | Memorial da América Latina, São Paulo, SP           | 27                                          | [ 27 ]                                      |
| 2011 | 57ª                                         | 23 de julho de 2011                         | Tom Brasil, São Paulo, SP                           | 27                                          | [ 28 ]                                      |
| 2012 | 58ª                                         | 29 de setembro de 2012                      | Centro de Eventos do Ceará, Fortaleza, CE           | 27                                          | [ 29 ]                                      |
| 2013 | 59ª                                         | 28 de setembro de 2013                      | Minascentro, Belo Horizonte, MG                     | 27                                          | [ 30 ]                                      |
| 2014 | 60ª                                         | 27 de setembro de 2014                      | Centro de Eventos do Ceará, Fortaleza, CE           | 27                                          | [ 31 ]                                      |
| 2015 | 61ª                                         | 18 de novembro de 2015                      | Citibank Hall, São Paulo, SP                        | 27                                          | [ 32 ]                                      |
| 2016 | 62ª                                         | 1 de outubro de 2016                        | Citibank Hall, São Paulo, SP                        | 27                                          | [ 33 ]                                      |
| 2017 | 63ª                                         | 19 de agosto de 2017                        | Teatro Vermelhos, Ilhabela, SP                      | 27                                          | [ 34 ]                                      |
| 2018 | 64ª                                         | 26 de maio de 2018                          | Riocentro, Rio de Janeiro, RJ                       | 27                                          | [ 35 ]                                      |
| 2019 | 65ª                                         | 9 de março de 2019                          | São Paulo Expo, São Paulo, SP                       | 27                                          | [ 36 ]                                      |
| 2020 | 66ª                                         | 20 de agosto de 2020                        | Teatro do Colégio Santa Cruz, São Paulo, SP         | 1                                           | [ 37 ]                                      |
| 2021 | 67ª                                         | 7 de novembro de 2021                       | Teatro Platinum do MSC Preziosa, Santos, SP         | 27                                          | [ 38 ]                                      |
| 2022 | 68ª                                         | 19 de julho de 2022                         | Villa Verico, São Paulo, SP                         | 26                                          | [ 38 ]                                      |
| 2023 | 69ª                                         | 8 de julho de 2023                          | Pátio Welucci, São Paulo, SP                        | 27                                          | [ 39 ]                                      |
| 2024 | 70ª                                         | 19 de setembro de 2024                      | Teatro Gamaro, São Paulo, SP                        | 26                                          | [ 40 ]                                      |
| 2025 | 71ª                                         | 13 de fevereiro de 2025                     | Coliseu Convenções, Barueri, SP                     | 24                                          | [ 41 ]                                      |

- A Miss Paraíba desistiu da disputa durante o confinamento, alegando problemas de saúde.